# إدي أندرسون (مدرب كرة سلة)
إدي أندرسون (بالإنجليزية: Eddie Anderson)‏ هو لاعب كرة قدم أمريكية أمريكي، ولد في 11 نوفمبر 1900 في أوسكلوسا في الولايات المتحدة، وتوفي في 24 أبريل 1974.

## وصلات خارجية
- إدي أندرسون على موقع مرجع كرة القدم المحترفة.كوم (الإنجليزية)
- إدي أندرسون على موقع قاعة آيوا للمشاهير الرياضية (الإنجليزية)